# 山姆·伯恩斯
山姆·伯恩斯（Sam Berns），全名桑普森·戈登·伯恩斯（Sampson Gordon Berns，1996年10月23日—2014年1月10日）是一名美國活動家、勵志演說家，兩歲時被發現患有罕見的早衰症 ；他的父母斯科特·伯恩斯和萊斯利·戈登都是兒科醫生，山姆確診大約一年後，他們建立了早衰研究基金會，以提高大眾對疾病的認識，促進對疾病的根本原因和可能的治療方法的研究，並為此提供資源支持患者及其家屬。同時山姆本人也經常參加活動並幫助人們提高對該疾病的認識。
山姆也是HBO紀錄片“Life According to Sam”的主題人物，該片於2013年1月首次放映。 2013年他於TED大會發表『我的快樂生活哲學』演說，截至2020年6月，觀看人數已超過4600萬次。
2014年1月山姆因併發症逝世，得年17歲。

## 外部連結
- 早衰研究基金會 （页面存档备份，存于）
- HBO: Documentaries | Life According to Sam | Home （页面存档备份，存于）
- CNN – "Beloved teen Sam Berns dies at 17 after suffering from rare disease" （页面存档备份，存于）
- My Philosophy for a Happy Life: Sam Berns gives a lecture at TEDxMidAtlantic 2013 （页面存档备份，存于）
- Sam Berns, 'remarkable' teen who battled rare rapid aging disease, progeria, dies at age 17